# Monomorium speluncarum
Monomorium speluncarum är en myrart som beskrevs av Santschi 1914. Monomorium speluncarum ingår i släktet Monomorium och familjen myror. Inga underarter finns listade i Catalogue of Life.